# مه سبز
مه سبز (انگلیسی: The Green Fog) فیلمی تجربی به کارگردانی گای مدین، ایوان جانسون و گالن جانسون محصول سال ۲۰۱۷ است که یک بازسازی آزاد از سرگیجه هیچکاک به‌شمار می‌رود.